# Darren Criss

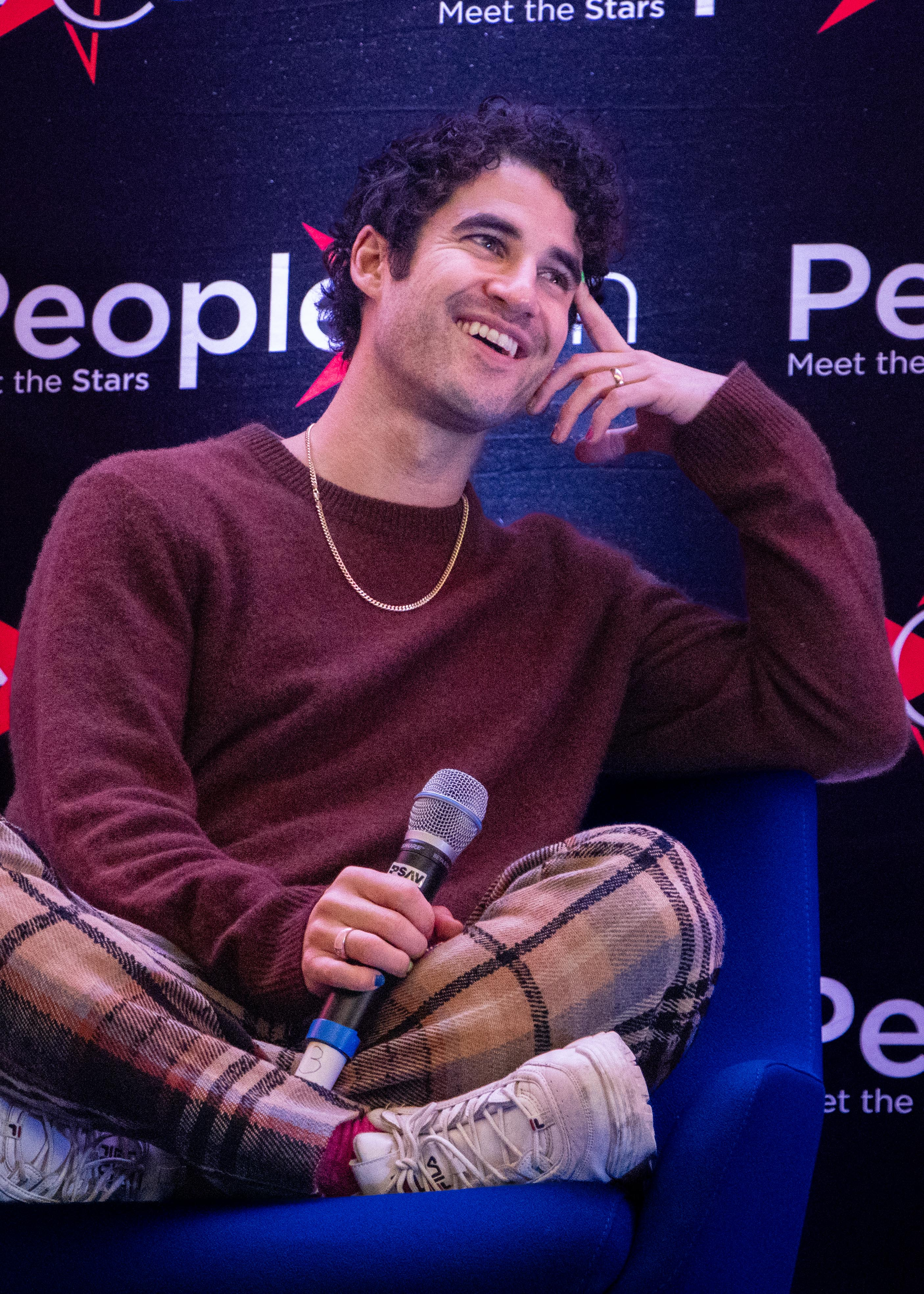
Darren Criss auf einer Glee-Convention in Paris im 2023

Darren Everett Criss (* 5. Februar 1987 in San Francisco, Kalifornien) ist ein US-amerikanischer Schauspieler, Sänger und Songwriter. Er ist vor allem für seine Rolle des „Blaine Anderson“ in der Fernsehserie Glee bekannt. Er ist auch Mitbegründer und Co-Besitzer der Theatergruppe Team StarKid, für die er viele Lieder schreibt und selbst Schauspieler ist.
Criss erhielt 2018 für seine Rolle des Serienmörders Andrew Cunanan in der Serie The Assassination of Gianni Versace: American Crime Story den Emmy Award als Bester Hauptdarsteller in einer Miniserie oder Fernsehfilm und 2019 den Golden Globe Award als Bester Hauptdarsteller – Miniserie oder Fernsehfilm.

## Leben
Darren Criss wurde am 5. Februar 1987 in San Francisco, Kalifornien geboren. Seine Mutter ist Filipina, sein Vater ist irischer Abstammung.
Schon im Kindesalter lernte Darren Gitarre, Klavier, Schlagzeug und Violine. Mit 10 Jahren wurde er in das American Conservatory Theater aufgenommen und hatte auch sein Schauspieldebüt an der 42nd Street Moon Theatergesellschaft im Stück Fanny. Er spielte Schlagzeug in einer kleinen Band mit seinem Bruder Chuck (der nun Mitglied der Indie-Rock-Band Freelance Whales ist), bevor er begann, an der University of Michigan zu studieren. Im Jahr 2009 schloss er sein Studium mit einem Bachelor of Fine Arts ab. Im Februar 2019 heiratete Criss seine langjährige Freundin.

## Karriere

### StarKid Productions
Criss ist Teil der Theatergruppe Team StarKid, die von Schauspielstudenten der University of Michigan gegründet wurde. Seine populärste Rolle mit StarKid war die des Harry Potter in A Very Potter Musical (2009), A Very Potter Sequel (2010) und A Very Potter Senior Year (2013). Die Produktionen basieren auf den Harry-Potter-Büchern von J. K. Rowling. Criss schrieb die Hälfte der Lieder für das erste und alle Lieder für das zweite Musical. Auch für StarShip (Februar 2011) komponierte Criss sämtliche Lieder; er selbst hatte keine Sprechrolle und war nur kurz zu sehen.

### Fernsehen
Seit der zweiten Staffel spielte er in der amerikanischen Musical-Fernsehserie Glee die Rolle des „Blaine Anderson“, eines Schülers der Dalton Academy, der sich zunächst mit „Kurt Hummel“ anfreundet und im späteren Verlauf der Staffel eine Liebesbeziehung mit ihm eingeht. Mehrere seiner Coverversionen waren Spitzenreiter der iTunes-Charts in den USA. Für die 6. Staffel schrieb er die Lieder Rise und This Time; letzteres wurde für einen Emmy Award nominiert.
Im Jahr 2011 trat Criss in der Extended Version des Musikvideos Last Friday Night von Katy Perry als „Aaron Christopherson“ auf. Er ist ebenfalls in Musikvideos von Capital Cities (etwa Kangaroo Court und I Sold My Bed, But Not My Stereo) und A Great Big World (Already Home) zu sehen.
Nach dem Ende von Glee 2015 folgten Episodenauftritte in American Horror Story (2015) sowie in dem Supergirl-Flash-Crossover als der Music Meister (2017).
2018 arbeitete er erneut mit Ryan Murphy zusammen und spielte in der 2. Staffel von American Crime Story die Hauptrolle des Serienmörders Andrew Cunanan und wurde für diese Rolle mit dem Emmy Award als Outstanding Lead Actor in a Limited Series or Movie und einem Golden Globe Award ausgezeichnet.

### Kino
2012 spielte Darren Criss eine der Hauptrollen in der Komödie Girl Most Likely an der Seite von Kristen Wiig, Annette Bening und Matt Dillon. 2015 drehte er zusammen mit Barry Morrow den Film Smitten! an der Seite von Mădălina Diana Ghenea, der bis heute noch nicht in den Kinos gezeigt wurde.

### Broadway
Im Januar 2012 gab er sein Broadway-Debüt als „J. Pierrepont Finch“ in dem Musical How to Succeed in Business Without Really Trying. Vom 29. April 2015 bis zum 19. Juli 2015 war er in der Titelrolle des Musical Hedwig and the Angry Inch erneut am Broadway zu sehen. Seit dem 12. November 2024 ist er als „Oliver“ mit dem Musical Maybe Happy Ending am Broadway zu sehen. Er erhielt für seine Rolle am 8. Juni 2025 den Tony Award als bester Hauptdarsteller. Er ist der erste asiatische Schauspieler, der diese Kategorie gewann.

### Elsie Fest
Zusammen mit Ricky Rollins veranstaltet Darren Criss seit 2015 das Elsie Fest, eine Outdoor-Veranstaltung für Musical-Liebhaber, die jährlich im Sommer in New York stattfindet. Jedes Jahr treten verschiedene Künstler mit Verbindungen zum Broadway auf.

## Filmografie (Auswahl)
- 2009: Eastwick (Fernsehserie, 5 Episoden)
- 2010: Cold Case – Kein Opfer ist je vergessen (Cold Case, Fernsehserie, Episode 7x20)
- 2010–2015: Glee (Fernsehserie, 88 Episoden)
- 2011: Archer (Fernsehserie, Episode 2x09, Stimme)
- 2011: Glee on Tour – Der 3D Film (Glee: The 3D Concert Movie)
- 2012: The Cleveland Show (Fernsehserie, Episode 3x09, Stimme)
- 2012: There Is No Place Like Home – Nichts wie weg aus Ocean City (Girl Most Likely)
- 2013: Wie der Wind sich hebt (風立ちぬ, Stimme)
- 2013: Die Legende der Prinzessin Kaguya (かぐや姫の物語, Stimme)
- 2013: Web Therapy (Fernsehserie, 3 Episoden)
- 2014: Stan Lee's Mighty 7 (Stimme)
- 2015: Transformers: Robots in Disguise (Fernsehserie, Stimme)
- 2015: American Horror Story (Fernsehserie, Episoden 5x05–5x06)
- 2017: Supergirl (Fernsehserie, Episode 2x16)
- 2017: The Flash (Fernsehserie, Episode 3x17)
- 2018: American Crime Story (Fernsehserie, 9 Episoden)
- 2019: Batman vs. Teenage Mutant Ninja Turtles (Stimme)
- 2019: Midway – Für die Freiheit (Midway)
- 2020: Hollywood (Fernsehserie, 6 Episoden)
- 2021: Muppets Haunted Mansion
- 2022: Grünes Ei mit Speck (Green Eggs and Ham, Fernsehserie, 6 Episoden, Stimme)

## Auszeichnungen
- 2011: Teen Choice Award – Breakout Star (Glee)
- 2018: Emmy Award (American Crime Story)
- 2019: Golden Globe Award als Bester Hauptdarsteller – Mini-Serie oder TV-Film für American Crime Story

## Diskografie

### Team StarKid
- 2009: Little White Lie
- 2009: A Very Potter Musical
- 2010: Me and My Dick (A New Musical)
- 2010: A Very Potter Sequel
- 2010: A Very Starkid Album
- 2011: Starship
- 2012: A Very Potter Senior Year

### Solo
- 2010: Human (EP)
- 2017: Homework (EP)
- 2021: Masquerade (EP)